# Bonamia grandiflora
Bonamia grandiflora là một loài thực vật có hoa trong họ Bìm bìm. Loài này được (A. Gray) Hallier f. mô tả khoa học đầu tiên năm 1897.